# توشیلوفکا
توشیلوفکا (به لاتین: Tushilovka) یک منطقهٔ مسکونی در روسیه است که در شهرستان کیزلیارسکی واقع شده‌است.